# Das Wunder des Malachias
Das Wunder des Malachias è un film del 1961 diretto da Bernhard Wicki, tratto dal romanzo Il miracolo di padre Malachia di Bruce Marshall.

## Trama
Vicino alla chiesa di una prospera città industriale tedesca occidentale vi è il "Bar Eden", un night club di dubbia reputazione. Padre Malachia, un innocente monaco cattolico, prega Dio che faccia chiudere il locale, e la preghiera viene esaudita con un miracolo: il "Bar Eden" e tutti gli avventori spariscono dalla città per riapparire su un'isoletta nel Mare del Nord.
Il miracolo richiama l'attenzione dei media, dei politici e degli scienziati i quali si affannano a trovare spiegazioni razionali dell'evento. Le gerarchie della Chiesa cattolica sono riluttanti a parlare ufficialmente di "miracolo". Nel frattempo, i credenti giungono da tutto il mondo per visitare i luoghi del miracolo: si diffondono tentativi di sfruttamento economico dell'intervento divino. Padre Malachia, che ha trascorso gran parte della sua vita in un monastero, si sente impotente di fronte agli eccessi della società moderna, si pente di aver chiesto un miracolo a Dio, lo prega per un secondo miracolo, che verrà anch'esso esaudito col riportare il "Bar Eden" nella sede di origine.

## Riconoscimenti
- Festival di Berlino 1961: Orso d'Argento per il miglior regista